# Acoelomata

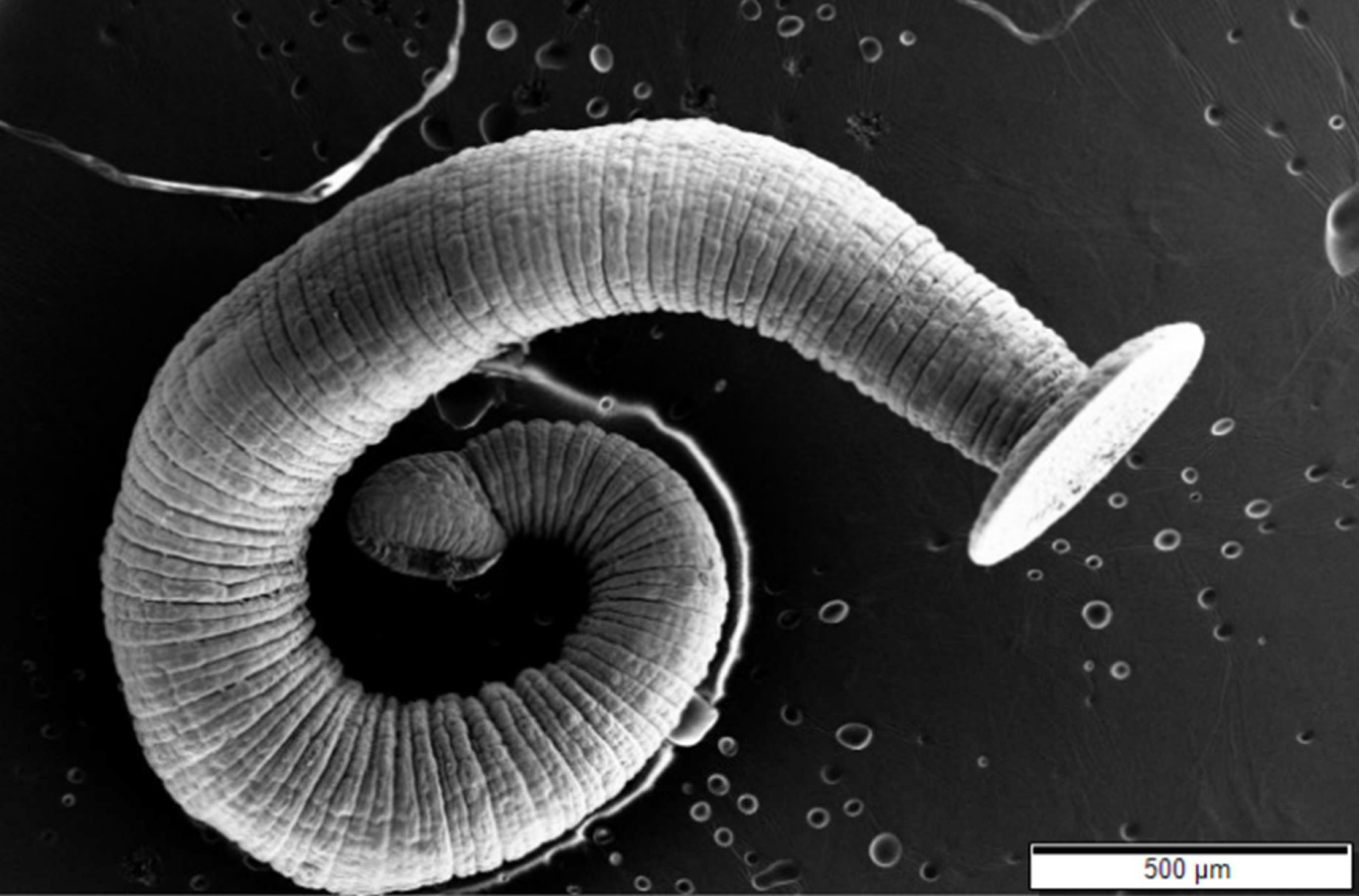
Microfotografía de un céstodo.

Se denominan acelomados (su nombre científico es Acoelomata) a los filos de animales bilaterales carentes de cavidad general; por tanto, presentan un cuerpo macizo ya que entre la pared del cuerpo y el intestino existe una masa de células (mesénquima) y fibras musculares. El término acelomado carece de cualquier significado taxonómico.
Los filos típicamente acelomados son los Platelmintos y los Nemertinos; los Mesozoos suelen también considerarse acelomados, aunque sus relaciones filogenéticas son aun oscuras. El resto de bilaterales poseen (al menos en estado embrionario) una cavidad corporal llena de líquido entre la pared del cuerpo y el intestino, ya sea un auténtico celoma (celomados) o un pseudoceloma (Pseudocelomados o Blastocelomados).
Los acelomados son los bilaterales más simples, con cuerpos vermiformes y epitelios ciliados, y la mayoría de los zoólogos están de acuerdo en que el origen de los bilaterales pasa por un ancestro acelomado del cual surgirían los turbelarios y los primeros celomados (ver Bilateria para otras teorías). Por tanto, serían el grupo del cual deriva la radiación de todos los animales triblásticos.